# Квандебеле
Квандебеле — бывший бантустан в ЮАР времен апартеида. Получил автономию в 1981 году. Столицей бантустана сначала был город Сиябусва, однако с 1986 года ею стал Квамхланга. В том же 1986 году планировалось провозглашение независимости Квандебеле, однако оно так и не состоялось. После падения апартеида в 1994 году бантустан вновь вошёл в состав ЮАР, и в настоящее время его территория является частью провинции Мпумаланга.